# Dark Days in Paradise
Dark Days in Paradise es el duodécimo álbum de estudio del guitarrista norirlandés de blues rock y hard rock Gary Moore, publicado en 1997 por el sello Virgin Records. Con este trabajo vuelve a incursionar en parte al hard rock, estilo que había dejado atrás desde el lanzamiento de Still Got the Blues de 1990, pero manteniendo el blues rock característico de sus últimos trabajos.
Obtuvo el puesto 43 en la lista UK Albums Chart del Reino Unido, mientras que en los Estados Unidos no debutó en ninguna lista musical, siendo el primer álbum en no entrar en las listas estadounidenses desde Victims of the Future de 1983. Para promocionarlo fueron lanzados tres temas como sencillos, entre ellos «One Good Reason» que se ubicó en el puesto 79 en los UK Singles Chart y «I Have Found My Love in You» que alcanzó el lugar 43 en la misma lista.
En 2003 fue remasterizado con tres pistas adicionales y una versión acortada de «Business as Usual».

## Lista de canciones
Todas las canciones escritas por Gary Moore.

| N.º | Título                        | Duración |  |
| 1.  | «One Good Reason»             | 3:02     |  |
| 2.  | «Cold Wind Blows»             | 5:26     |  |
| 3.  | «I Have Found My Love in You» | 4:53     |  |
| 4.  | «One Fine Day»                | 4:58     |  |
| 5.  | «Like Angels»                 | 7:32     |  |
| 6.  | «What Are We Here For?»       | 5:44     |  |
| 7.  | «Always There For You»        | 4:33     |  |
| 8.  | «Afraid for Tomorrow»         | 6:42     |  |
| 9.  | «Where Did We Go Wrong?»      | 6:36     |  |
| 10. | «Business as Usual»           | 18:02    |  |

| Pistas adicionales en remasterización de 2003 |                                        |          |  |
| N.º                                           | Título                                 | Duración |  |
| 10.                                           | «Business as Usual» (versión acortada) | 13:36    |  |
| 11.                                           | «Dark Days in Paradise»                | 3:33     |  |
| 12.                                           | «Burning in Our Hearts»                | 6:03     |  |
| 13.                                           | «There Must Be a Way»                  | 4:05     |  |

## Músicos
- Gary Moore: voz, guitarra rítmica y guitarra líder
- Magnus Fiennes: teclados
- Guy Pratt: bajo
- Gary Husband: batería
- Dee Lewis: coros
- Phil Nicholas: teclados adicionales